# Herbert Säverin
Herbert Säverin (* 23. September 1906 in Zapel; † 23. Mai 1987 in Berlin) war von 1945 bis 1950 Oberbürgermeister von Wismar.

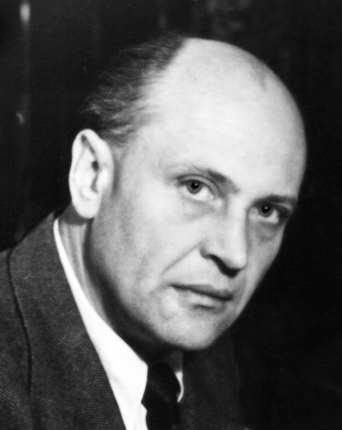
Herbert Säverin 1966

## Leben
Herbert Säverins Vater war Streckenarbeiter in Mecklenburg, seine Mutter Waschfrau. 1918 erhielt Herbert Säverin eine Freistelle an der Oberrealschule Wismar und trat 1923 als Lehrling in die Stadtverwaltung Wismar ein, wo er bis zu seiner Entlassung 1933 arbeitete. Herbert Säverin trat 1922 der SPD, 1924 dem Reichsbanner Schwarz-Rot-Gold sowie 1931 der „Eisernen Front“ bei und war für die SPD 1932 und 1933 Stadtverordneter in Wismar.
1934 heiratete er Hildegard Grambow, die ihm bis 1942 drei Kinder gebar. Von 1933 bis 1945 betrieb die Familie in Wismar einen Tabakladen. 1939 wurde Säverin in die Wehrmacht eingezogen. Der Zweite Weltkrieg endete für ihn im  Mai 1945, als er als Unteroffizier in Kärnten (Österreich) in Kriegsgefangenschaft genommen wurde. Am 16. Juni 1945 wurde er nach Wismar entlassen. 
Herbert Säverin arbeitete vom 3. Juli 1945 an wieder in der Stadtverwaltung Wismar, leitete dort zunächst das Dezernat für Innere Angelegenheiten und wurde am 16. Dezember 1945 im Einverständnis mit der Sowjetischen Militärverwaltung zum Oberbürgermeister von Wismar ernannt, in welcher Funktion er bis zum 31. Dezember 1950 tätig war. Mit der Gründung der SED wurde er im April 1946 deren Mitglied und später in das Sekretariat der Kreisparteileitung berufen.
In dieser Zeit arbeitete die Stadtverwaltung Wismar daran, die Wohnsituation in der teilweise zerstörten Stadt zu verbessern, die Versorgung der Bevölkerung mit Nahrungsmitteln und öffentlichen Dienstleistungen zu sichern und die lokale Wirtschaft in Gang zu setzen. 
Wismar war vor dem Krieg eine Stadt mit etwa 30.000 Einwohnern gewesen, in der 1946 nach Aufnahme von 12.000 Umsiedlern über 40.000 Einwohner lebten. Ein Fünftel der Wohnsubstanz war durch Bomben schwer beschädigt oder zerstört, 3900 Zimmer in unversehrten Häusern belegte die Rote Armee. Um der Wohnungsnot zu begegnen, begann die Stadtverwaltung im Sommer 1945 damit, Wohngebäude instand setzen zu lassen und erreichte, dass nach einem Jahr 800 leicht beschädigte Wohnungen wieder bezogen werden konnten. In den folgenden Jahren gelang es der Stadtverwaltung trotz der allgemeinen Knappheit an Baumaterial, die noch nutzbaren Wohngebäude zu rekonstruieren und die Bombenlücken so weit zu bereinigen, dass darauf Neubauten entstehen konnten.
Die Ernährungslage war zunächst prekär. Erst im ersten Quartal 1946 konnten sämtliche auf den Lebensmittelkarten vorgesehenen Rationen ausgegeben werden. Vor dem Krieg waren 9000 Kleingärten und Kleinacker dazu genutzt worden, Obst und Gemüse anzubauen. Diese landwirtschaftlichen Flächen wurden 1945 wieder in Nutzung genommen, wobei die Stadtverwaltung bei der Militärverwaltung die Erlaubnis erwirkte, eine Selbstschutzorganisation mit polizeilicher Vollmacht aufzubauen, um die Gärten und Äcker durch die Bevölkerung vor Diebstahl schützen zu lassen.
Wismar hatte vor dem Krieg einen kleinen Hafen von eher regionaler Bedeutung besessen, der durch Bomben weitgehend zerstört war. Da Deutschland nach dem Krieg nur noch drei Ostseehäfen besaß, beschloss die Militärverwaltung gemeinsam mit der Stadtverwaltung den Ausbau des Wismarer Hafens zu einem wichtigen Umschlaghafen für Mecklenburg und für die Ausfuhr von Reparationsgütern. Die ehemalige kleine Reparaturwerft wurde bis 1950 zu einer modernen Großwerft mit 5000 Arbeitsplätzen ausgebaut. Die Stadtverwaltung sorgte dafür, dass sich in Wismar mittelständische Betriebe wie eine Druckerei und ein Sägewerk ansiedelten, dass aus der ehemaligen Dornier-Flugzeugwerft die Aufbauwerke Wismar mit 200 Arbeitsplätzen wurden und die Waggonfabrik ihre Produktion wieder aufnahm. 1946 wurde mit dem Abbau von Torf als Brennmaterial für die Stadtbewohner begonnen. 
Außerdem wurde bis 1950 ein Nahverkehrsnetz in Betrieb genommen und für das 1948 abgebrannte Stadttheater ein neuer Spielort geschaffen. Bedeutung für den wirtschaftlichen Aufbau erlangten auch die neu eingerichteten Kindergärten, die den vielen alleinstehenden Frauen die Erwerbstätigkeit erleichterten. Das von Herbert Säverin betriebene Projekt eines Elbe-Ostsee-Kanals zum Anschluss Wismars an das Binnenwasserstraßennetz wurde letztlich nicht verwirklicht.
Nach seiner Tätigkeit als Oberbürgermeister leitete Säverin die Bezirksverwaltung Schwerin der Handelsorganisation und legte an der Akademie für Staats- und Rechtswissenschaft ein Staatsexamen im Fach „Binnenhandel“ ab. 1954 übersiedelte er nach Berlin und trat in das Ministerium für Handel und Versorgung der DDR ein. Dort war er zeitweise Hauptabteilungsleiter und zuletzt bis zum Rentenalter 1971 wissenschaftlicher Mitarbeiter.